# Coupe d'Angleterre de football 1931-1932
Navigation
Coupe d'Angleterre 1930-1931 Coupe d'Angleterre 1932-1933
La Coupe d'Angleterre de football 1930-1931 est la 57e édition de la Coupe d'Angleterre, la plus ancienne compétition de football, la Football Association Challenge Cup (généralement connue sous le nom de FA Cup).
Newcastle United remporte la compétition pour la troisième fois de son histoire, battant Arsenal en finale sur le score de 2 à 1 à Wembley à Londres.

## Compétition

### Quarts de finale
Les quarts de finale ont lieu le 27 février 1932.
| Équipe 1          | Résultat | Équipe 2        |
| ----------------- | -------- | --------------- |
| Bury              | 3 - 4    | Manchester City |
| Liverpool         | 0 - 2    | Chelsea         |
| Huddersfield Town | 0 - 1    | Arsenal         |
| Newcastle United  | 5 - 0    | Watford         |

### Demi-finales
Les demi finales ont lieu le 12 mars 1932, tous les matchs ont lieu sur terrain neutre.
| Équipe 1         | Résultat | Équipe 2        |
| ---------------- | -------- | --------------- |
| Newcastle United | 2 – 1    | Chelsea         |
| Arsenal          | 1 – 0    | Manchester City |

### Finale
| Finale de la coupe d'Angleterre 1931-1932 | Newcastle United | 2 – 1   | Arsenal | Wembley, Londres     |                      |
| 23 avril 1932                             |                  | (1 – 1) |         | Spectateurs : 92 298 | Spectateurs : 92 298 |